# Lodewijk Ernst van Brunswijk-Lüneburg-Bevern
Lodewijk Ernst van Brunswijk-Wolfenbüttel-Bevern (Wolfenbüttel, 25 september 1718 – Eisenach, 12 mei 1788) was een militair in Oostenrijkse en Nederlandse dienst. Lodewijk Ernst stond in de Republiek der Verenigde Nederlanden bekend als de hertog van Brunswijk of de hertog van Brunswijk-Wolfenbüttel. Hij was van 4 augustus 1751 tot 14 oktober 1784 militair gouverneur van het voor de Republiek strategisch belangrijke 's-Hertogenbosch. Er waren regelmatig grote diners bij de hertog; hij werd spottend De Dikke Hertog genoemd, mogelijk leed hij aan obesitas. De hertog is waarschijnlijk een van de eerste media-slachtoffers in de Nederlandse geschiedenis.

## Biografie
Hij was een zoon van Ferdinand Albrecht II, de hertog van Brunswijk-Wolfenbüttel. Lodewijk Ernst had banden via zijn familie met diverse Europese vorstenhuizen en was gelieerd aan de vorstenhuizen in Londen en Berlijn. Zijn zuster Elisabeth Christine was getrouwd met Frederik II van Pruisen; zijn broer Karel met een zus van Frederik. Zijn broer Anton Ulrich was getrouwd met een Russische prinses, een nicht van tsarina Anna. Lodewijk Ernst is, gesteund door zijn nicht Maria Theresia van Oostenrijk, enkele maanden hertog van Koerland en Semgallen geweest. In 1741 verbleef hij in verband met die benoeming in Sint-Petersburg. De hertog bleek geïnteresseerd in een huwelijk met Elisabeth van Rusland, maar na een paleisrevolutie, werden zijn neef Iwan en alle Duitse raadgevers door haar uit hun positie gezet, resulterend in verbanning, opsluiting of vertrek. Zijn jongste zus trouwde in 1752 met de koning van Denemarken Frederik V. Zelden waren de vorstenhuizen zo met elkaar verwant als toen.
Tijdens de Oostenrijkse Successieoorlog diende Lodewijk Ernst in het Oostenrijkse leger, waarin hij tot veldmaarschalk opklom. In 1745 vocht hij tegen zijn broers, officieren in het Pruisische leger en raakte zwaargewond. In 1747 ontmoette hij bij Oudenbosch stadhouder Willem IV, verwikkeld in een strijd om het Franse leger buiten de deur te houden. Hij ging in 1750 na diverse verzoeken van de stadhouder over in dienst van de Republiek der Zeven Verenigde Nederlanden (voor een traktement van twintigduizend gulden per jaar).
Anna van Hannover stond aanvankelijk nogal sceptisch tegenover zijn benoeming. In 1751 werd de hertog gouverneur van 's-Hertogenbosch, waar de stadhouder sinds 1629 bijzonder veel invloed had. Na de dood van stadhouder Willem IV werd hij opperbevelhebber en reorganiseerde de top van het leger. Engeland en Pruisen boden hem het commando aan over de geallieerde troepen tijdens de Zevenjarige oorlog, maar de hertog weigerde in verband met de neutraliteit van de republiek. Na het overlijden van de regentes-weduwe Anna van Hannover in 1759 werd de hertog "besturend voogd" over de minderjarige Willem V. De prins noemde hem zijn tweede vader. De Friese adel onder leiding van Onno Zwier van Haren en Douwe Sirtema van Grovestins moest het tegen hem afleggen.

### Stadhouderlijk stelsel

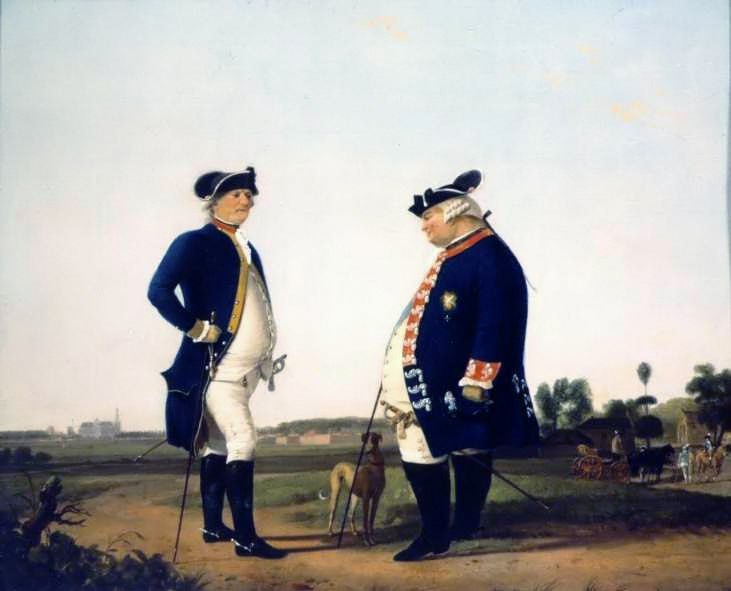
De hertog van Brunswijk (rechts) en zijn plaatsvervanger en opvolger Robert Douglas, in 1786 geschilderd door Jacobus Vrijmoet (met dank aan het Noordbrabants Museum)

Meteen begon de hertog met het organiseren van het stadhouderlijk stelsel: het benoemen van gekwalificeerde personen in de gewesten, beloond voor hun loyaliteit. De "favorieten" moesten zich verzekeren van plaatselijke assistentie om lokale onenigheden tijdig uit de weg te ruimen. Het gevolg van het ontbreken van een efficiënt bestuursapparaat in de Republiek was onderling overleg en correspondentie over het verdelen van ambten. De prins, die zich gemakkelijk verloor in details, gaf te kennen, prijs te stellen op advies, maar meestal zouden de opgestuurde lijsten met voordrachten zonder commentaar met kerende post en door de stadhouder gesanctioneerd terugkomen.
Stadhouder Willem V nam hem in 1766 bij zijn meerderjarigheid en op uitdrukkelijk verzoek als raadsman in dienst, volgens sommigen met de bedoeling zijn oudere zuster Carolina in te tomen. De Akte van Consulentschap was in het geheim opgesteld door de latere raadpensionaris Pieter van Bleiswijk. De hertog zou alleen op verzoek advies leveren. Eerdere plannen om een adviesraad in te stellen werden door deze actie gedwarsboomd. De hertog was – volgens Jan Wagenaar – beloond met de lieve som van 410.000 gulden: 200.000 van de Staten van Holland, een gratificatie die door de Prins uit eigen middelen was verdubbeld en de rest van de andere gewesten - en dat allemaal uit erkentelijkheid voor de zorgen, besteed aan de opvoeding van de erfstadhouder.
Het is niet waarschijnlijk dat Frederik de Grote invloed heeft uitgeoefend om prins Willem V in contact te brengen met zijn nicht, prinses Wilhelmina van Pruisen. De hertog had bij de prinses direct de drang naar medezeggenschap in de staatszaken opgemerkt en de prinses was onmiddellijk begonnen de overheersende positie van de hertog te ondermijnen. In lange brieven deed zij haar beklag aan haar oom Frederik de Grote.

### Problemen

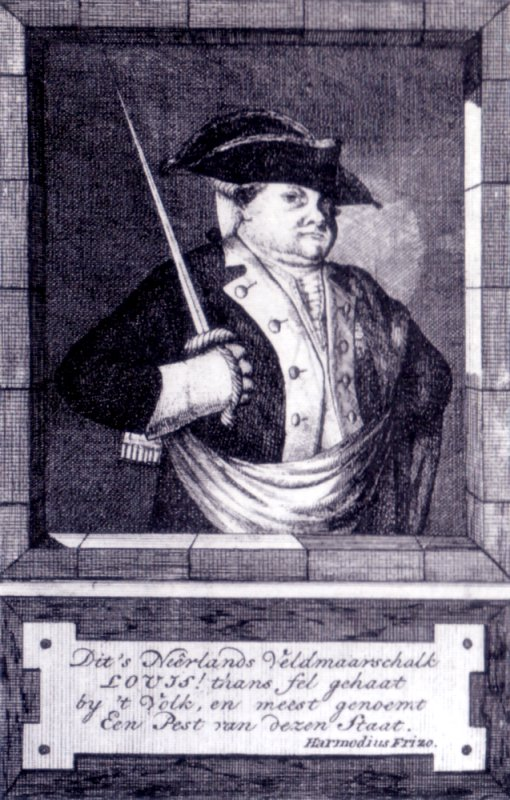
Karikatuur op de hertog

De opeenstapeling van functies en verstrengeling van belangen moest wel leiden tot problemen. Al in 1771 was sprake van een moordaanslag op de inmiddels zeer gehate hertog in Den Haag, tijdens een militaire parade op 27 mei, maar de kogel miste. Het gerucht ging dat hij door een kogel in zijn mannelijkheid was geraakt, maar dit is zeer waarschijnlijk te danken aan de officier die naast hem stond en wél in de liesstreek werd geraakt, nl. luitenant-kolonel A.F.W. Pieck van Zoelen, kapitein van de 11e compagnie van de Hollandse Gardes; deze overleefde de aanslag en werd later kamerheer van Willem V.
Pieter Paulus kreeg in 1773 landelijke bekendheid door zijn boek over de stadhouderlijke regering, waarin hij zich keerde tegen de hertog van Brunswijk. De afgezant in Zweden, Dirk Wolter van Lynden tot Blitterswijk, die was betrokken bij het Verbond van Gewapende Neutraliteit, opende de aanval op Lodewijk Ernst van Brunswijk-Wolfenbüttel, toen hij naar Wenen werd overgeplaatst. Van Lynden gaf te kennen de functie alleen te aanvaarden als de positie van de hertog ter discussie werd gesteld. In mei had prinses Wilhelmina laten vragen of de secretaris van Amsterdam Carel Wouter Visscher niet een manier wist de hertog weg te krijgen. De stadhouder werd kwaad toen twee Amsterdamse burgemeesters De Vrij Temminck, Rendorp en de stadssecretaris de stadhouder op 8 juni adviseerden niet langer naar de hertog te luisteren. De hertog eiste genoegdoening van de Staten-Generaal en vervolging van de lasteraars. In augustus laaide het verzet tegen de eigenmachtige hertog op, die werd beschuldigd van omkoping en ontrouw. Joachim Rendorp pleitte bij de prins om een adviesraad in te stellen. Robert Jasper van der Capellen tot den Marsch eiste in oktober 1781 zijn aftreden.
De hertog stond bekend als iemand die niet veel ophad met democratie. De anti-stadhouderlijke partij, die hem spottend de dikke hertog of de dikke Louis noemde, weet het verval van de vloot, het bevoordelen van het landleger, het uitbreken van de Vierde Engels-Nederlandse Oorlog en het verlies van de barrièresteden in de Zuidelijke Nederlanden, voornamelijk aan hem. De patriotten meenden dat de hertog de opvoeding van de stadhouder schandelijk had verwaarloosd, zodat de stadhouder onbekwaam was om krachtige besluiten te nemen. Op 23 april wees alles erop dat de gemoederen zodanig verhit waren, dat het verstandig was doeltreffende maatregelen te nemen en op 24 mei 1782 verliet de hertog in de vroege ochtend Den Haag, verdacht vanwege zijn goede contacten met de Engelse ambassadeur Sir Joseph Yorke en trok zich terug in 's-Hertogenbosch, in het Gouvernementshuis. Hij kreeg 100.000 gulden van zijn neef, Karel Willem Ferdinand, de regerend hertog van Brunswijk-Wolfenbüttel om zijn schulden te betalen.
De hertog was in Rusland gehaat, niet minder in Engeland, Frankrijk en Pruisen, behalve in Denemarken, waar zijn neef koning was. In de geschillen met keizer Jozef II over de barrièresteden werd de hertog niet vertrouwd vanwege de familiebanden met de keizer van het Heilige Roomse Rijk. De hertog werd beschuldigd van verwaarlozing van de verdediging, hoogverraad en het uitleveren van Maastricht aan de keizer. In nummer 214 van De Post van den Neder-Rhijn werd de Acte van Consulentschap bekendgemaakt. In juni werd deze Acte in Friesland ongeldig verklaard, daarop volgde Holland. Op 18 augustus namen de Staten van Holland een resolutie aan waarbij de hertog van al zijn militaire taken wordt ontheven en de Akte van Consulentschap werd vernietigd. Pas op 14 oktober 1784 legde de hertog al zijn waardigheden neer en verliet de garnizoensstad. De Keteloorlog op de Schelde was volgens de patriotten een poging van de keizer om wraak te nemen op de uitwijzing van de hertog. Zijn familie had hem aangeraden om naar Zwitserland te verhuizen, maar tijdens zijn oponthoud in Aken (1785) is een complot beraamd om met list of geweld de correspondentie tussen de stadhouder en de hertog te bemachtigen.
Een deel van de patriotten had het voorzien op de adel en haar privileges. In heel Europa was de adel het mikpunt geworden van kritiek. Tegen de hertog werden alle registers opengetrokken. De val van de hertog werd overal in Europa bekend. Met veel voortvarendheid richtten de patriotten zich rond 1785 op het organiseren van provinciale legers, het oefenen van vrijkorpsen en exercitiegenootschappen en democratisch gekozen officieren, hetgeen in september 1786 leidde tot een bijna burgeroorlog.
Lodewijk Ernst stond aan het einde van zijn leven in contact met het hertogelijke hof in Weimar, in het bijzonder met zijn nicht Anna Amalia van Brunswijk. Schlözer schreef in samenwerking met de hertog een biografie, annex verweerschrift, dat uit het Duits werd vertaald. Lodewijk Ernst stierf in Eisenach, maar ligt begraven in Braunschweig. Zijn neef de hertog van Brunswijk-Wolfenbüttel bezette op 13 september 1787 de Republiek, waarna vele patriotten op de vlucht sloegen. Eenmaal terug op het kussen stelde de stadhouder voor om de hertog opnieuw te benoemen, maar het verzet tegen de hertog was te groot.